# Leucoloma mittenii
Leucoloma mittenii là một loài Rêu trong họ Dicranaceae. Loài này được M. Fleisch. mô tả khoa học đầu tiên năm 1904.